# 1579
1579 (MDLXXIX) fue un año común comenzado en jueves del calendario juliano, y un año común comenzado en lunes en el calendario gregoriano proléptico.

## Acontecimientos
- 5 de enero: Firma de la Unión de Arras por las provincias leales a Felipe II.
- 23 de enero: Firma de la Unión de Utrecht por las provincias rebeldes de los Países Bajos.
- 15 de junio: Alcaldes de Nueva Zamora de Maracaibo informan a la Corona española la existencia de petróleo en la provincia.

## Nacimientos
- 1 de agosto: Luis Vélez de Guevara, dramaturgo y novelista español (f. 1644).
- 18 de agosto: Carlota Flandrina, aristócrata («condesa de Nassau») y abadesa francesa (f. 1640), hija del rey Guillermo de Orange con su cuarta esposa, Carlota de Borbón-Montpensier.[1]
- 9 de diciembre: Martín de Porres, religioso y santo dominico peruano (f. 1639).

## Fallecimientos
- 29 de abril: Diego de Landa, misionero franciscano y obispo español (n. 1524).
- 6 de mayo: Francisco, duque de Montmorency, noble francés (n. 1530).

### Sin fecha
- Gonzalo Jiménez de Quesada, conquistador y cronista español (n. 1509).